# La Prada
|  | Per a altres significats, vegeu «Prada». |

La Prada (en francès Laprade) és un municipi de França de la regió d'Occitània, al departament de l'Aude.